# Avalerion

Avalerion

Avalerion o Alerión es una ave mitológica. Era "más bien pequeña, pero más grande que un águila", y vivía cerca de los ríos Hidaspes e Indo, de acuerdo con los geógrafos medievales europeos y los bestiarios, que se basan posiblemente en la descripción de Plinio el Viejo. 
La mitología dice que solo dos aves de éstas se existen a la vez. Un par de huevos se colocan cada 60 años. Después de la eclosión, los padres se ahogan Los aleriones han sido utilizados en la heráldica, a menudo representados como un pájaro sin plumas o pico y los tocones en el lugar de las piernas o sin piernas y garras del todo.
Adquirido como mueble heráldico por casas como las de Montmorency y Lorena, representando al enemigo derrotado.